# Combat Records
Combat Records — американский независимый лейбл, расположенный в Нью-Йорке. Ориентирован в основном на группы панк-рока и метала. Многие известные группы записывались на этом лейбле, в их числе: Megadeth, Circle Jerks, Death, Possessed, Agnostic Front, Dark Angel, Exodus, The Exploited и другие.

## Музыканты

### Нынешние
- At All Cost
- Horse the Band
- Look What I Did

### Прошлые
- Abattoir
- The Accüsed
- Agent Steel
- Agnostic Front
- Agony
- Blind Illusion
- Charged GBH
- C.I.A.
- Circle Jerks
- Corrosion of Conformity
- Crumbsuckers
- Cyclone Temple
- Dead Brain Cells
- Dark Angel
- Death
- Deathrow
- Devastation
- The Exploited
- Exodus
- Faith or Fear
- Forbidden
- Forced Entry
- Have Mercy
- Heathen
- Helstar
- Impaler
- Ludichrist
- Megadeth
- Mercyful Fate
- Morbid Angel
- Napalm
- Nuclear Assault
- Oz
- Possessed
- Powermad
- Raven
- The Rods
- TKO
- Tokyo Blade
- Savatage
- Venom
- Virus
- Zoetrope